# Nationalistpartiet
Nationalistpartiet (Flokkur Þjóðernissinna) var et islandsk politisk parti, der repræsenterede en form for nazistisk ideologi før og under Anden Verdenskrig.
Partiet blev etableret i marts 1934 ved en sammenslutning af den antikommunistiske og antidemokratiske Den Islandske Nationalistbevægelse med Det Islandske Nationalistparti, der tidligere var brudt ud af bevægelsen. Det nye parti havde som mål at beskytte islændingenes etniske identitet og troede på den ariske races overlegenhed.

## Ideologi og politik
Nationalistpartiet støttede en jordreform og var positivt indstillet overfor korporativismen, ligesom det mente, at staten burde investere i industriel udvikling af Island. Partiet ønskede derudover at afvikle Altinget og erstatte det med et korporativt parlament. Nationalisterne afviste den klassiske højre-venstre akse og præsenterede sig som et radikalt alternativ i islandsk politik. Partiet var mere påvirket af den danske nazileder Frits Clausens ideer end Adolf Hitlers. Der er ingen beviser for en direkte kobling til det tyske naziparti.
Nationalisterne overtog en del ideer fra fascismen, og organiserede blandt andet marcherende troppeafdelinger, der gik parade på arbejderbevægelsens internationale kampdag 1. maj bærende det islandske flag og hagekorsflaget. Medlemsuniformen var sorte bukser, grå skjorte, skrårem og armbind med rødt hagekors.
Partiet tog ikke det nazistiske førerprincip i brug og havde fire ledere gennem sin 11 årige historie.

## Presse
Nationalistpartiet udgav avisen Ísland og dets studenterorganisation udgav fra 1936 tidsskriftet Mjølnir (efter Thors hammer).

## Udebleven succes og opløsning
Nationalisterne opnåede aldrig politisk repræsentation, med undtagelse af en fireårsperiode (1934-37) i Studentertinget ved Islands Universitet. I 1936 opnåede partiet betydelig medieopmærksomhed, da det skaffede sig en kopi af finansministerens dagbog og offentliggjorde den i Island. Partikontoret blev ransaget af politiet og flere ledende medlemmer arresteret, men sagen endte uden tiltale.
Nationalistpartiets medlemstal toppede med godt 300 medlemmer i 1936, derefter satte nedturen ind. I 1. maj 1938 marcherede partiets tropper for sidste gang, og i 1939 publicerede partiet sin sidste store udgivelse, Nationalistpartiets Mål, foruden sporadiske udgivelser af Island. En debatklub i Reykjavík blev arrangeret vinteren 1939-40, men den var uden effekt, og partimøderne foregik derefter i lokale smågrupper. Efter de allieredes invasion af Island i 1940 blev partiet stort set forhindret i at udøve politisk aktivitet; det blev først formelt afviklet i 1944, da det var åbenlyst, at Tyskland ville tabe krigen.